# 中正路 (內埔鄉)
中正路（Jhongjheng Rd.）是屏東縣內埔鄉的東西向重要幹道，本道路屬台1線屏鵝公路。西起建國路口銜接麟洛鄉中山路，東至南寧路、屏光路口，其中屏光路延續本道路亦屬台1線。為往來屏東市、潮州鎮、枋寮鄉、楓港、墾丁及台9線南迴公路南北長途往來相當重要的道路。

## 行經行政區域
- 內埔鄉

## 沿線設施
（由西至東）
- 麟洛交流道
- 內埔工業區
- 南麟洛橋
- 台灣中油豐田加油站
- 內埔豐田郵局
- 7-Eleven埔豐門市
- 統一速邁樂精工加油站內埔站
- 台灣中油千越加油站內埔站

## 本道路交通
- 屏東客運
  - 8231 屏東－內埔－東勢－三地門
  - 8232 屏東－內埔－老埤－三地門
  - 8233 屏東－內埔－老埤－三地門－霧台
  - 8236 屏東－內埔－萬巒－佳佐
  - 8237 屏東－內埔－竹田－潮州
  - 8238 屏東－內埔－萬巒－潮州
  - 8239 屏東－內埔－竹田－潮州－恆春（不經竹田鄉公所）

- 國光客運
  - 1773 屏東－潮州－枋寮－恆春
  - 1780 屏東－內埔－竹田－潮州－佳冬－枋寮